# Bathyplotes crebrapapilla
Bathyplotes crebrapapilla is een zeekomkommer uit de familie Synallactidae.
De wetenschappelijke naam van de soort werd in 1981 gepubliceerd door Gustave Cherbonnier & Jean-Pierre Féral.